# ゾンビハンター
『ゾンビハンター』（ZOMBIE HUNTER）は、1987年にハイスコアメディアワークより発売されたファミリーコンピュータ用アクションRPG、およびエスキモーから発売された、同ソフトを懸賞品としていたグミ入りのバニラアイスクリームである。
横スクロールタイプのアクションロールプレイングゲームであり、風の精霊エアリアルの部下、ビューズに選ばれた戦士である「あなた」を操作して、地下迷宮の奥に待ち構える土の精霊ドルゴを倒し、ライフシーカーを取り戻すことで命の源を失い暗闇と化してしまったパルマの都を救うのがゲームの目的である。
アクションロールプレイングゲームではあるが、セーブやコンティニューの概念はなく、必ず最初からのプレイとなり、ゲームオーバーになったらゲームはそこで完全に終了である。また、ゲーム中はストーリー性のある展開や謎解きの要素はない。
マップは全6ステージ（地上+地下1〜5階）で構成されている。最初と最後を除いたステージの冒頭にルート分岐（各ステージにつき「ひだり」と「みぎ」の2つのルート）が存在する以外は、画面の右方向へ進むのみの一本道の展開でゲームが進行する。
1988年にはMSX2に移植された。
本項目では、1987年7月3日に発売されたファミリーコンピュータ（以下FC）版を中心に記述する。

## ゲーム内容
1プレイで必ず完結する内容であり、テンポ良く進めるシステムとなっている。

### 操作方法および主人公について
ゲーム中は十字キーの左右で移動、下でしゃがむことができる。またAボタンでジャンプ、Bボタンで攻撃（剣を振るアクション）を行う。しゃがみ中でもジャンプや攻撃を行うことが可能である。十字キー上は、押しながらBボタンでお店（後述）に入る操作になる。
スタートボタンを押すと画面がモノクロ状になり、メッセージウィンドウに「もちもの」「ぶき」「そうび」「つよさ」の4つのメニューが表示される。メニュー表示中は十字キーでカーソルの移動、Aボタンで決定、Bボタンでキャンセルの操作になる。「もちもの」でアイテムの使用や防具の装備、「ぶき」で攻撃に使う武器の選択を行う。また「そうび」では現在装備している防具が、「つよさ」では各種ステータスや次のレベルに必要な経験値が確認できる。
セレクトボタンはゲーム中・メニュー表示中に関係なく攻撃に使う武器の選択（一方向にしか動かせない）に使う。
プレイヤーにはパワー（ヒットポイント）が設定されており、敵の攻撃などで0になるとプレイヤーは死んでしまいゲームオーバーとなる。なお、一部を除く武器が魔法の代わりとなっているためマジックポイントの概念はない。

### 移動
ゲーム画面は左右にスクロールする。ステージによっては、落とし穴や、乗るだけでダメージを受ける針山や溶岩、お店の入り口（鉄格子の前など、特定のポイントで前述の操作を行うと入れる）がマップ上に存在する。見た目ではわからない隠されたお店（各ステージの左端には必ず見えないお店がある）や、天井を超えてジャンプすることで入れるお店も存在する。
落とし穴は落下するだけではダメージを受けないが、落ちた先で敵に囲まれて余計な戦闘が発生してしまう。戦闘を終えることで落ちた穴の近辺に戻ることができる。穴によっては、落ちた先に敵のかわりにお店がある場合もある。

### 戦闘
戦闘はエンカウント制。ステージには一定に近い間隔でモンスターとエンカウントするポイント（各ステージ31箇所）が配置されており、移動中はそこに到達した瞬間に必ず戦闘に入る（例外としてスタート地点は進んでから引き返す、ゴール地点は「かぎ」をもたずに到達することでエンカウントする）。戦闘に入ると、現在いる地点のマップのままプレイヤーの前後に最大4体の敵が現れ、全てのモンスターを倒すか、逃がす（敵が画面外に出ていなくなる）まで先に進めなくなる。
プレイヤーが逃げるという概念はないが、戦闘中でもスタート地点までは引き返すことができるので、モンスターが画面外に出るまで引き返せばモンスターが逃げたことになり、これを使ってむりやり戦闘を終了させることも可能である。
モンスターの攻撃手段は基本的にプレイヤーの方向に発射される弾のみで、体当たりでプレイヤーがダメージを受けることはない。そのため、プレイヤーがモンスターの上に乗っかるようにして攻撃することもできる。
最後のモンスターを倒すと宝箱が出現し、拾得すると経験値とゴールド（お金）が手に入る。このとき、ランダムの確率でアイテムが手に入ることがある。最後のモンスターを逃がしてしまった場合（宝箱は現れない）、宝箱を約5秒間放置した場合（宝箱は消滅する）、および宝箱が落とし穴に落ちてしまった場合は経験値のみが入る。
プレイヤーは一定経験値を獲得することでレベルアップする。レベルが上がるとパワーの最大値や各種ステータスだけでなく、ジャンプ力なども少しずつ上昇していく。レベルは0からスタートし、最高レベルは31である。レベル32にアップするための経験値も表示されるが、そこに到達してもレベル31のままで、レベルアップのメッセージとともに防具が無効になるバグ（後述）が発生するだけである。
一度通過したポイントでも、引き返せば何度でもモンスターが現れる。アイテム収集やレベル上げがしたい場合は、ポイントを往復することで何度も戦闘を行うことができる。また、現れる敵グループ、落とすことのあるアイテムはポイントごとに全て固定となっている。そのため、目当てのアイテムがある場合はそのポイントを何度も往復することとなる。
注意点として、本作にはレベルアップのたびに防具の効果がなくなり、新しい防具を装備するまで素っ裸の状態になってしまうバグがある。このゲームには装備した防具を外す概念がなく、入れ替えによる廃棄しかできない。そのため、元の効果に戻すには、現在装備している防具よりも格下のものでもよい（装備したと表示されるが、格下の防具が廃棄される）ので、なんらかの防具を装備する必要がある。

### ステージ構成
各ステージは左から右に進み続ける一本道のマップとなっており、ステージの最後にはボスが待ちかまえている。ボスを倒すとステージクリアとなるが、ボスがいる部屋の扉には鍵がかかっており、特定のポイントにいるモンスターがたまに落とす「かぎ」を手に入れなければならない。

### アイテム
アイテムは画面左下にアイコンとして表示され、前述の通りスタートボタンを押したあとコマンドを選択することで使うことができる。持っているだけで効力があるアイテムもある。
各アイテムには必ず1〜8までのレベル（例: たべもの レベル3）が設定されており、消費アイテムの場合使用できる回数（使用するたびに1ずつ減っていく）を表している。そのほかのアイテムでは、効果の強さを表しているなど、アイテムによりレベルの意味が異なる。レベルに意味がないアイテムもある。
アイテムは武器として手に持っているものを含めて10個まで所持することができる。それを超えて入手すると所持しているものを捨てるか手に入ったものを諦めるかの選択を迫られることになる。

#### 装備
装備は武器・防具があり、アイテムと同じ表示欄に並ぶ。また、装備もアイテムと同じように攻撃力・防御力の強さを表したレベルが存在する。
武器はスタートボタンを押してコマンドを選択するか、セレクトボタンを押すことで手持ちアイテムの中から1種類を任意に入れ替えて装備することができる。武器以外のアイテムも武器として装備できるが、敵にダメージをほとんど与えられない。また、初期装備の「つるぎ」など一部を除く武器は、使用することでレベルが劣化していき、最終的には壊れて無くなってしまう。武器には剣類のほか、飛び道具や画面全体にダメージを与えられるものも存在する。
防具は全部で8種類あり、アイテムとして使用することで装備できる。異なる種類の防具は同時に装備可能。一度装備した防具はアイテム欄に戻すことができず、同じ防具を装備することで入れ替わる形で消滅する。また、前述の通り、レベルアップ時にバグにより、再び何らかの防具を装備するまで全ての防具の効果が消滅してしまう。なお、防具にも「ぼうぎょ」（物理防御力）や「きりょく」（魔法防御力）が設定される。

#### アイテム一覧
本作に登場するアイテムは以下の通り。各アイテムのレベル8のものは、「もちもの」で使わない限りレベルが下がらず永久に使うことができる。なお武器には属性（物理や魔法）が設定されており、敵にも属性に対する耐性がある。
近接攻撃系武器
近くの敵を斬って、もしくは叩いて攻撃するための武器。
つるぎ
どのレベルのものでも無制限に使える通常武器的存在。「つるぎ レベル1」はスタート時に所持している初期装備。
まほうのつえ
「つるぎ」とあまり威力が変わらないうえ、使うとレベルが下がる。ただし魔法属性なので一部の敵に対して有効。
かたな
なかなか強力なうえ、レベルが下がるものの長持ちする。
はがねのつるぎ
近接攻撃系では最強だが、レベルが下がりやすい。
いかづち
長持ちするが、威力はそれほど大きくない。

直進系武器
プレイヤーの前方へ弾がまっすぐ飛ぶタイプの武器。
たんけん
物理属性。
しゅりけん
物理属性。短剣より若干強力。
すいしょうのつえ
上の二つとは異なり、魔法属性の大型弾を発射する。

地這系武器
弾が斜め下に飛び、地面につくとそのまま地形に沿って進むタイプの武器。
ほのおのまほう

メイス

爆発系武器
爆風を発し、周囲の敵をまとめて攻撃できる武器。
ばくだん
剣を振ると爆弾が真下に落ち、着地した地面の所で爆風が発生する。
さくれつだん
剣を振ったその場で爆風が発生する。爆風の範囲は「ばくだん」より大きいが、レベルが下がるのが早い。

防具
「もちもの」で使用することで装備できる。「ヘルメット レベル1」と「たて レベル1」はスタート時に所持している。
ヘルメット
「ぼうぎょ」が上がる。
よろい
「ぼうぎょ」が上がる。
たて
「ぼうぎょ」が上がる。
ブーツ
「ぼうぎょ」が上がる。
ガントレット
「ぼうぎょ」が上がる。
ゆびわ
「きりょく」が上がる。
まほうのうでわ
「きりょく」が上がる。
くびかざり
「きりょく」が上がる。

攻撃アイテム
「もちもの」で使用することで画面上の敵すべてを攻撃できるアイテム。1回使うとレベルが1下がる。武器として使えるものもある。
どくやく
敵の動きを鈍らせる。
まほうのとけい
敵の動きを止める。
まほうのほん
敵全員にダメージ。近接攻撃系の武器として使うと「魔法」属性で壊れない武器となる。
おおいかづち
敵全員にダメージ。近接攻撃系の武器として使うと、「物理」「魔法」両属性持ちで壊れない強力な武器となる。
すいしょう
敵全員にダメージ。2回使うとレベルが1下がる。武器として使うと「さくれつだん」のような爆風が発生する。

回復アイテム
「もちもの」で使用する。「いのちのみず」以外の回復値がランダム。
たべもの
回復力は小さい。
くすりのびん
回復力は中程度。
つぼ
回復力が大きい。
いのちのみず
パワーが全回復する。

その他のアイテム
上記のどれにも該当しないアイテム。
ロウソク
所有しているとステージ2以降でマップの視認性が良くなり、敵の名前と体力値がわかる。持っていないと敵の姿が影になり名前がすべて「ゾンビ」になってしまう。持っているだけで効果があるが、それゆえステージ2以降では自動的に消耗していく。
かぎ
ボスの部屋に入るのに必要。持っているだけで効果があり、ステージ最後の扉の前に来るとレベルに応じて自動的に使用する。下位の物は武器としての効果がないアイテムだが、レベル6以上のものは最強クラスの武器として使用できる。
ふくろ
「もちもの」で使用。ボスの部屋から脱出しステージ最後の扉の前まで戻ることができる。一度使うとレベルに関わらず消滅。
ライフシーカー
最終ボス「ドルゴ」が持つアイテム。ゲームの目的となるもので、取るとエンディングになる。

### 画面演出など
- タイトル画面で操作せずに放置していると、ストーリーやスタッフロールが表示される。
- ゲーム中のメッセージはほとんどひらがなとカタカナによる表記だが、「（モンスターの名前）は 死んだ。」「あなたは 死にました。」の「死」の文字のみ漢字で表記されている。
- ゲーム終了（ゲームオーバーまたはクリア）後に、ゲームの進行度合いに応じたメッセージと、ゲームのプレイ時間が表示される。

### 隠し要素
- タイトル画面でコントローラIIのマイクに息を吹きかけると、タイトルロゴの炎をあしらった部分が一瞬消える。
- タイトル画面でセレクトボタンを押と、「GAME B」と表示される。この状態でゲームを始めると、主人公のパラメータが大幅に弱体化し、敵の配置や落とすアイテムが完全ランダムになる、さらに難易度の高いモードに挑戦できる。

### 音声合成
本作はいくつかのシーンで、ファミコンのDPCMを利用して音声が再生される。以下はその音声の一覧。
- 女性「ハイスコア」（メーカーロゴ）
- 低い声「ゾンビハンタァー」（タイトル画面）
- 女性「しっかりしろよ!!」（ステージ1〜2でゲームオーバー）
- 女性「がんばれよ!!」（ステージ3〜4でゲームオーバー）
- 男性「あとすこし!!」（ステージ5〜6でゲームオーバー）
- 女性「おめでとう!!」（エンディングで数分放置する）

## 移植版
| No. | タイトル       | 発売日    | 対応機種 | 開発元   | 発売元                   | メディア     | 型式 | 備考                     |
| --- | -------------- | --------- | -------- | -------- | ------------------------ | ------------ | ---- | ------------------------ |
| 1   | ゾンビハンター | 1988年6月 | MSX2     | レナール | ハイスコアメディアワーク | ロムカセット | -    | 販売元：ビクター音楽産業 |

MSX2版
FC版の発売翌年である1988年には、MSX2版が発売されている。パッケージはイラストレーターの鏡泰裕氏のものが使用されている。基本的にFC版に忠実な移植だが、以下の点で違いがある。
- メーカーロゴ、タイトル画面のスタッフロール、モンスター出現時のメッセージ、ゲームオーバー後のメッセージ、合成音声がない。
- タイトル画面上部の「ハイスコア」ロゴが「Hi-SCORE SOFTWARE」ロゴに変更されている。
- 移動中の処理速度が遅い（スクロールの画面処理におけるハードの限界）。
- 戦闘中の処理速度はさほど問題のないレベルだが、マップのスクロールが完全にロックされ、戦闘終了まで引き返す方向にも進むことができない。
- モンスターの配置と行動パターンが変更された。大抵のモンスターが一度に3発の弾を発射するが、逆に弾を撃てず近接攻撃しか出せないものもある。
- レベルアップ時に防具が無効になってしまうバグはない。
- ある程度レベルアップすると、同じモンスターからの経験値やお金が少なくなる。

## 企画・開発
本作は、かつて存在したゲーム雑誌『ハイスコア』内の企画として作られたゲームであり、同誌の創刊から4-5か月経った頃に当時の編集長が博報堂経由でエスキモーのアイスキャンディーの話を持ってきたことにより、企画された。この他に同誌の企画で作られたゲームには、FCの『ファリア 封印の剣』がある。
当初はキャラクターの形をしたグミキャンディーが入った、本作と同名のバニラアイスクリーム（棒アイス）の懸賞品であった。好評を受けてのちに市販化されたという経緯がある。ゲーム内の回復アイテムの「たべもの」には、元の商品にあやかった棒アイスの形状のものがあった。
過去には「茶色いファミコンカセットがある」という噂があり、半ば都市伝説化していたが、発送が遅いときのクレーム対応用として、当時のプログラマーが制作したものである。なお、ファミコンカセットは当時は任天堂しか生産できず、基板と外側を貰い「EPROM」というROMで制作されたものだという。

## 評価
ファミリーコンピュータ版
- ゲーム誌『ファミコン通信』の「クロスレビュー」では、8・8・7・6の合計29点（満40点）になっている。レビュアーの意見としては、「コンティニューをつけてしっかりRPGすれば、ものすごいゲームになったんじゃないか」とゲームシステムに関して肯定的に評価されている。
- ゲーム誌『ファミリーコンピュータMagazine』の読者投票による「ゲーム通信簿」での評価は以下の通り。17.29点（満30点）となっている。

| 項目 | キャラクタ | 音楽 | お買得度 | 操作性 | 熱中度 | オリジナリティ | 総合  |
| 得点 | 2.89       | 2.78 | 2.75     | 2.89   | 3.03   | 2.85           | 17.29 |
- ゲーム誌『ユーゲー』では、本作の一般的な評価として「『クソゲー』としても名が通っている。理由はパスワードもコンティニューもなく、難しいことが原因と思われる。レベルをキチンと上げないと先に進めず、ゲームにプレイヤーの腕が反映されないのも不評な点だった」と難易度の高さやゲームシステムに否定的な見解を示しているが、「少々根を詰めてプレイすればクリアできるので、時間制限のないアーケードゲームと考えれば悪くない」、「パソコンゲームを思わせる画面構成や強い武器に耐久力があるなど、細かい部分にも凝っており、意気込みが空回りしている感は否めないがクソゲーと一笑するだけではもったいない一品」と一部のゲームシステムや設定に関しては肯定的に評価している。